# Nordstrand SK
Nordstrand SK, pełna nazwa Nordstrand Sjakklubb – norweski klub szachowy z siedzibą w Oslo.

## Historia
Klub został założony 6 listopada 1945 roku. W sezonie 2010/2011 uczestniczył w Eliteserien, jednak spadł wówczas z ligi. Ponownie przez jeden sezon stołeczny klub grał w Eliteserien w sezonie 2014/2015. W 2016 roku nastąpił ponowny powrót Nordstrand do Eliteserien. W sezonie 2016/2017 zespół zajął piąte miejsce w lidze. W 2018 roku klub uzyskał drugie miejsce w lidze, ulegając jedynie Vålerendze. W tym samym roku Nordstrand uczestniczył w Pucharze Europy. Norweski zespół wygrał wówczas z SC En Passant, KSH Dardania, Werderem Brema i Taflfélag Reykjavíkur, zremisował z BSG, a przegrał z KSK 47 Eynatten i Miednym Wsadnikiem Petersburg; w klasyfikacji końcowej zespół uzyskał 12. miejsce. W latach 2019–2020 klub ponownie był wicemistrzem kraju. W sezonie 2021/2022 Nordstrand SK zajął trzecie miejsce w Eliteserien. W Pucharze Europy zespół wygrał z Juodą baltą Wilno i Club 64 Modena, zremisował z SK Rockaden Stockholm, a przegrał z Moravską Slavią Brno, Taflfélag Reykjavíkur, Víkingaklúbburinn i LSG 2. W klasyfikacji turniejowej klub zajął 55. miejsce. W sezonie 2022/2023 zespół zajął przedostatnie, dziewiąte miejsce w Eliteserien i spadł z ligi.

## Arcymistrzowie w historii klubu
- Erik Blomqvist[12]
- Rune Djurhuus[13]
- Władimir Georgiew[13]
- Johan Salomon[14]